# Warten auf Angelina
Warten auf Angelina ist eine deutsche Filmkomödie des Regisseurs Hans-Christoph Blumenberg aus dem Jahr 2008.

## Handlung
Maik und Momme nisten sich illegal auf einer Dachterrasse in Berlin-Mitte ein. Die Wohnung gehört dem reichen Zahnarzt Dr. Alfred ‚Freddy‘ Katelbach, der üblicherweise prominente Patienten behandelt und momentan verreist ist. Maik, der als professioneller Paparazzo Jagd auf Prominente macht, ist über einen Informanten gegen Bezahlung an die Wohnungsschlüssel gekommen. Momme war über das Dach auf die Terrasse gelangt.
Beide Fotografen wollen einen exklusiven Blick auf Angelina Jolie und Brad Pitt – Brangelina genannt – haben, die Gerüchten zufolge eine Wohnung in der Nähe beziehen sollen. Maik will seine Fotos für viel Geld verkaufen, während Momme die Fotos lediglich auf die Homepage seines Angelina-Jolie-Fanclubs hochladen möchte. Die Fotografen bleiben fünf Tage in der Wohnung und lernen verschiedene Damen kennen: Eine GEZ-Fahnderin, die Besitzerin einer Modelagentur, eine Pizza-Botin, die Kick-Box-Meisterin ist, eine undurchsichtige reife Grande Dame und zwei Schwestern aus Ostberlin.
Schließlich erscheinen Angelina Jolie und Brad Pitt in ihrer Wohnung, doch die Sache hatte sich herumgesprochen und außer Maik und Momme schießen noch weitere Paparazzi Fotos des Paares. Maik entschließt sich, einen nächsten Auftrag sausen zu lassen, um die ältere der beiden Schwestern in Berlin zu besuchen, während Momme sich in die jüngere Schwester verliebt hat.

## Hintergrund
Der Film wurde im Oktober 2008 auf den 42. Internationalen Hofer Filmtagen erstmals vorgeführt und kam am 8. Januar 2009 in die deutschen Kinos.

## Kritiken
„2007 kursierte in Berlin das Gerücht, dass sich die Hollywoodstars Angelina Jolie und Brad Pitt in der Hauptstadt niederlassen wollten. Die Idee, darüber eine Satire um den üblich-abstrusen Celebrity-Zirkus zu drehen, hat durchaus etwas. Doch die Umsetzung von Hans-Christoph Blumenberg ist bestenfalls auf TV-Niveau und plätschert über weite Strecken belanglos vor sich hin. Ein großes Plus: die beiden Hauptdarsteller Florian Lukas und Kostja Ullmann, die den Zuschauer wenigstens halbwegs bei der Geschichte halten.“

„Improvisierte Komödie als schnelle Fingerübung, die auf Spontaneität, Situationskomik und Dialogkunst setzt und als beschwingte Mediensatire gefällt.“

## Trivia
Der Film ist in mehrere Abschnitte unterteilt, die jeweils einen Tag umfassen. Jeder Tag wird mit einem Zitat einer berühmten Persönlichkeit eingeleitet, das sich auf die Stadt Berlin oder ihre Bewohner bezieht.